# (523718) 2014 KZ101
(523718) 2014 KZ101 est un objet transneptunien de magnitude absolue 6,2. Son diamètre est estimé à 253 km.